# 奇羽鳞毛蕨
奇羽鳞毛蕨（学名：Dryopteris sieboldii）为鳞毛蕨科鳞毛蕨属下的一个种。